# Kalmycký chanát
Kalmycký chanát (kalmycky Хальмг хана улс) byl nezávislý státní útvar Ojratů (Kalmyků) na březích Kaspického moře v oblasti eurasijské stepi (pomezí Evropy a Asie) rozprostírající se na území dnešní Kalmycké republiky a přilehlých oblastí na severním Kavkaze včetně měst Stavropol a Astrachaň.
Chanát založený kočovnými kmeny Ojratů, kteří byli vyznavači buddhismu a sami se později nazvali jako Kalmykové, vedl časté války se sousedními muslimskými chanáty a po boku carského Ruska se zapojil i do několika vojenských tažení v Evropě proti Krymským Tatarům, Osmanské říši, Švédsku či sousedním muslimským tatarským a horským kmenům na severním Kavkaze. 
Navzdory spojenectví byl Kalmycký chanát v roce 1771 anektován Ruskem, které tak získalo zpět území, které v 17. století obsadili kočovní Ojrati vyhnaní z Číny. V roce 1771 se kvůli sporům s carem proto část Kalmyků vrátila do Číny a zbytek obyvatel byl přesídlen na Ural nebo násilně začleněn pod Astrachaňskou gubernii.

## Galerie

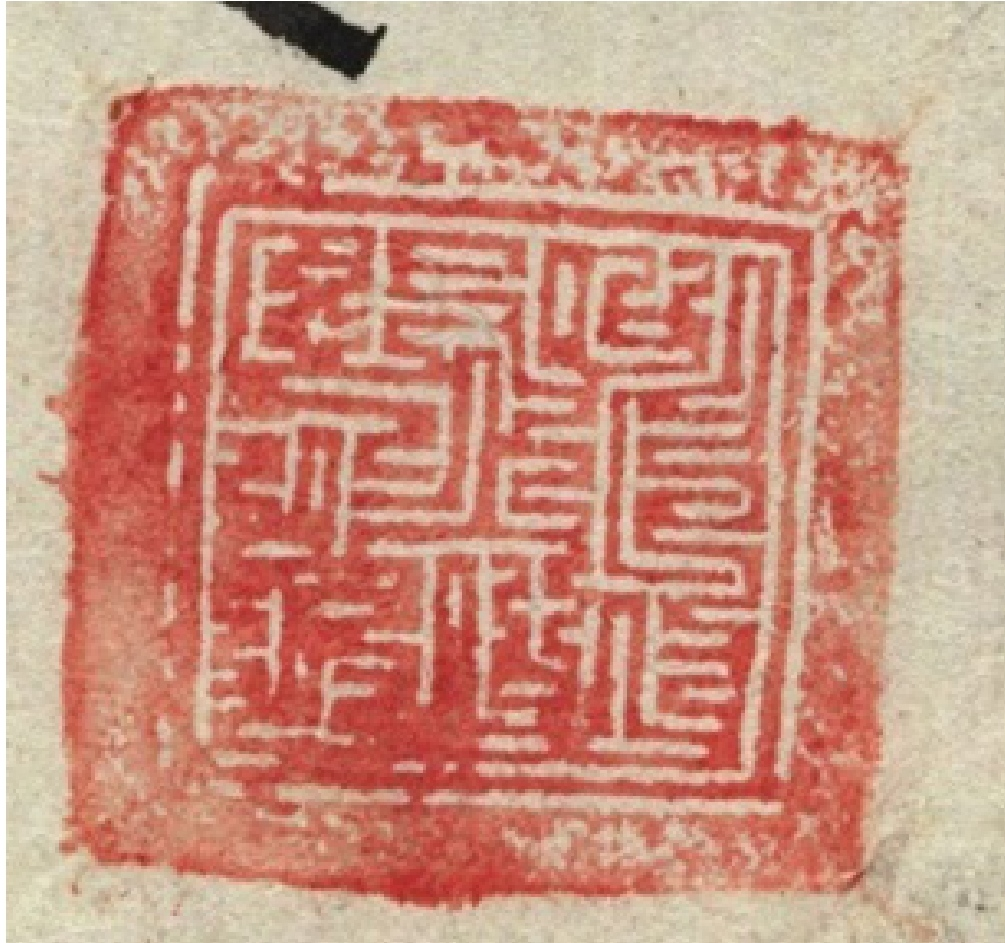
státní pečeť kalmyckého chána
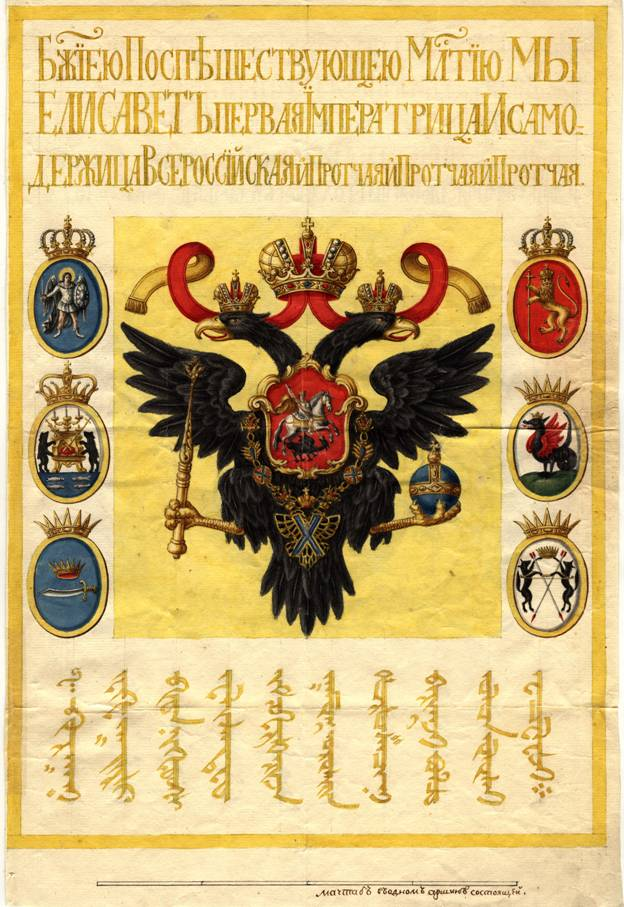
darovaný prapor kalmyckému chánovi od carevny Alžběty I.
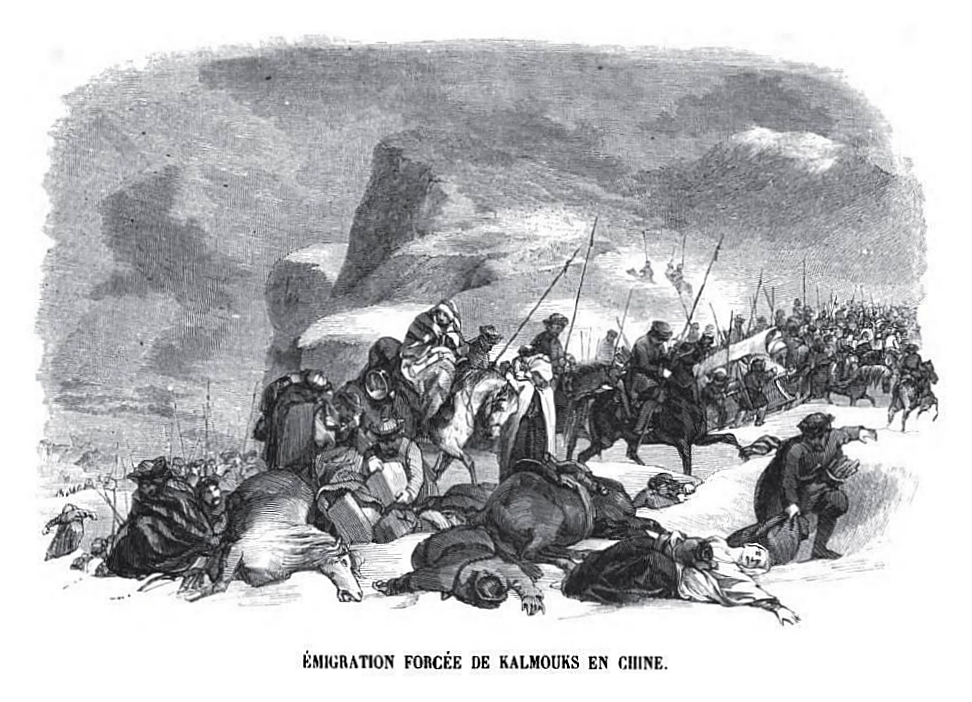
Kalmycký exodus do Číny
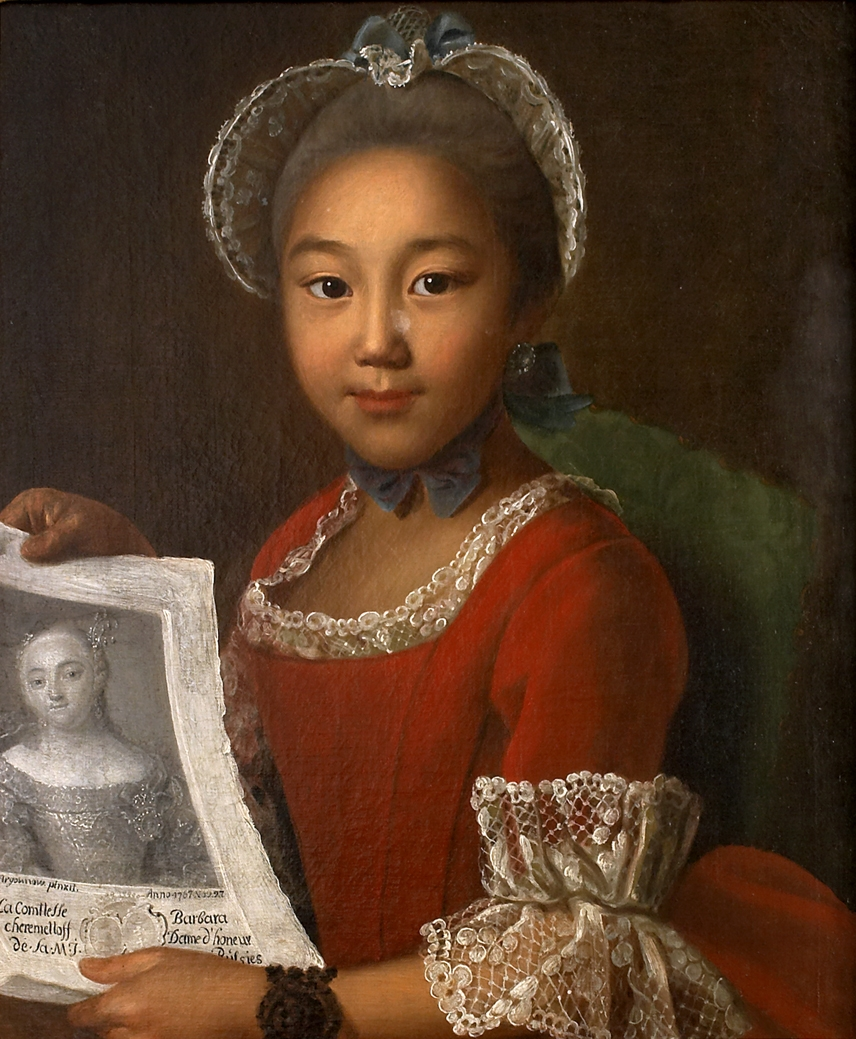
Kalmycká nevolnice v západních šatech, Ivan Argunov, 1767
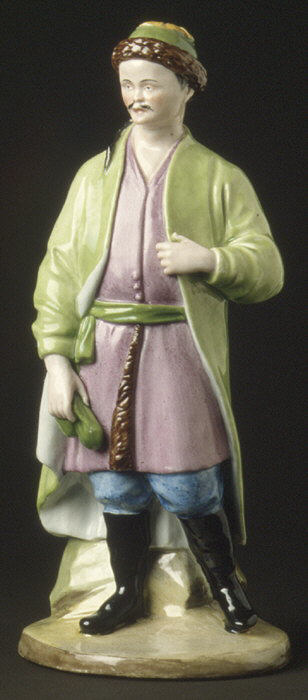
porcelánová figurka Kalmyka z 18. století